# Andrew Koczka
Andrew Koczka (ur. 9 września 1965) – australijski piłkarz występujący na pozycji pomocnika.

## Kariera klubowa
Przez całą karierę Koczka występował w zespole St George Saints z ligi NSL. W sezonie 1983 zdobył z nim mistrzostwo NSL.

## Kariera reprezentacyjna
W reprezentacji Australii Koczka zadebiutował 9 marca 1988 w wygranym 3:2 meczu kwalifikacji Letnich Igrzysk Olimpijskich 1988 z Chińskim Tajpej. W tym samym roku był członkiem reprezentacji na tych igrzyskach, zakończonych przez Australię na ćwierćfinale. Wystąpił na nich w pojedynku fazy grupowej z Nigerią (1:0).
W latach 1988–1989 w drużynie narodowej rozegrał pięć spotkań.